# R.J. Hampton

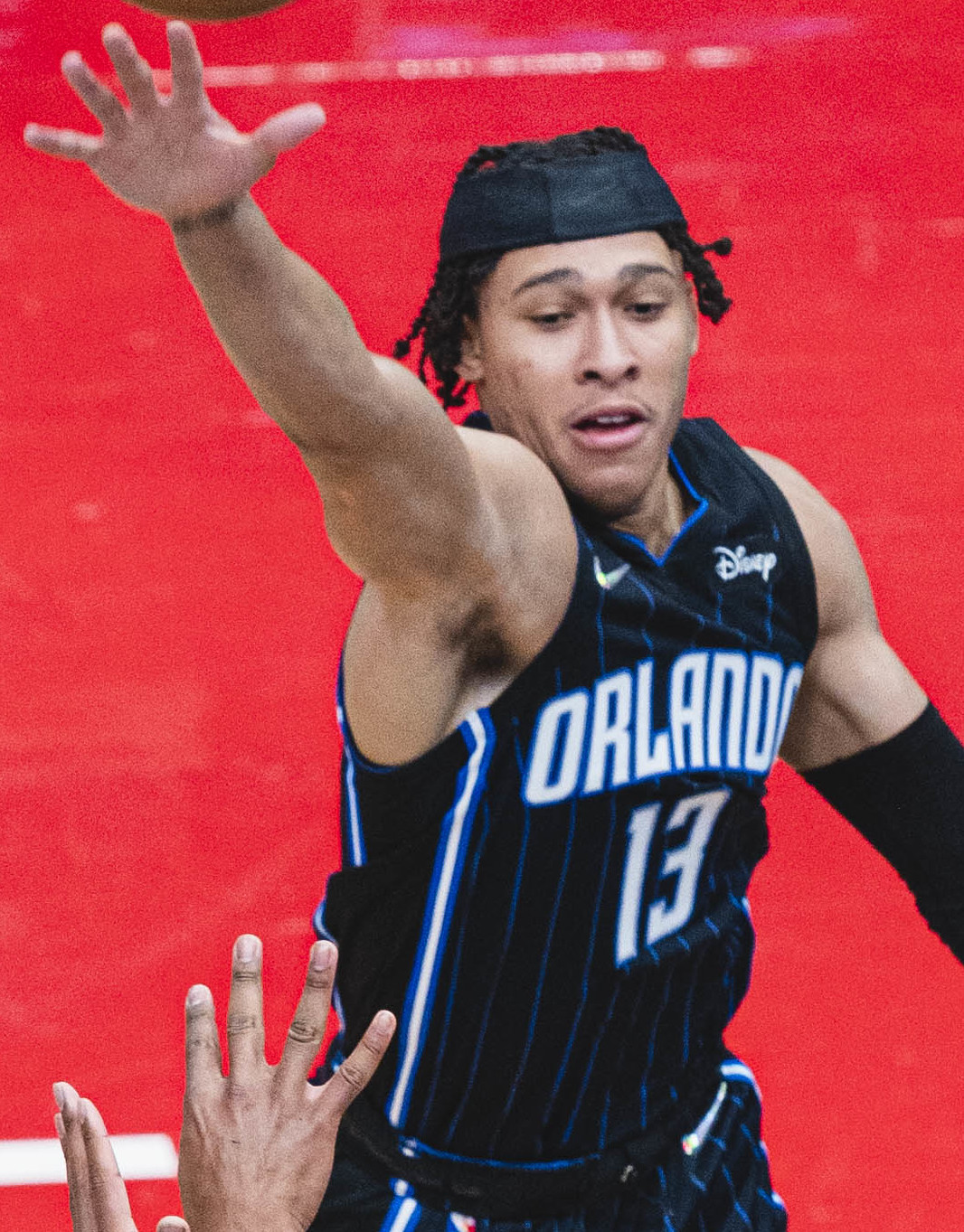
R.J. Hampton, 2022.

Roderick Deon "R.J." Hampton Jr., född 7 februari 2001 i Dallas i Texas, är en amerikansk professionell basketspelare (SG/PG) som spelar för Miami Heat i National Basketball Association (NBA). Han har tidigare spelat bland annat för Denver Nuggets, Orlando Magic och Detroit Pistons.
Hampton draftades av Milwaukee Bucks i första rundan i 2020 års draft som 24:e spelare totalt.